# Stuben (Arlberg)

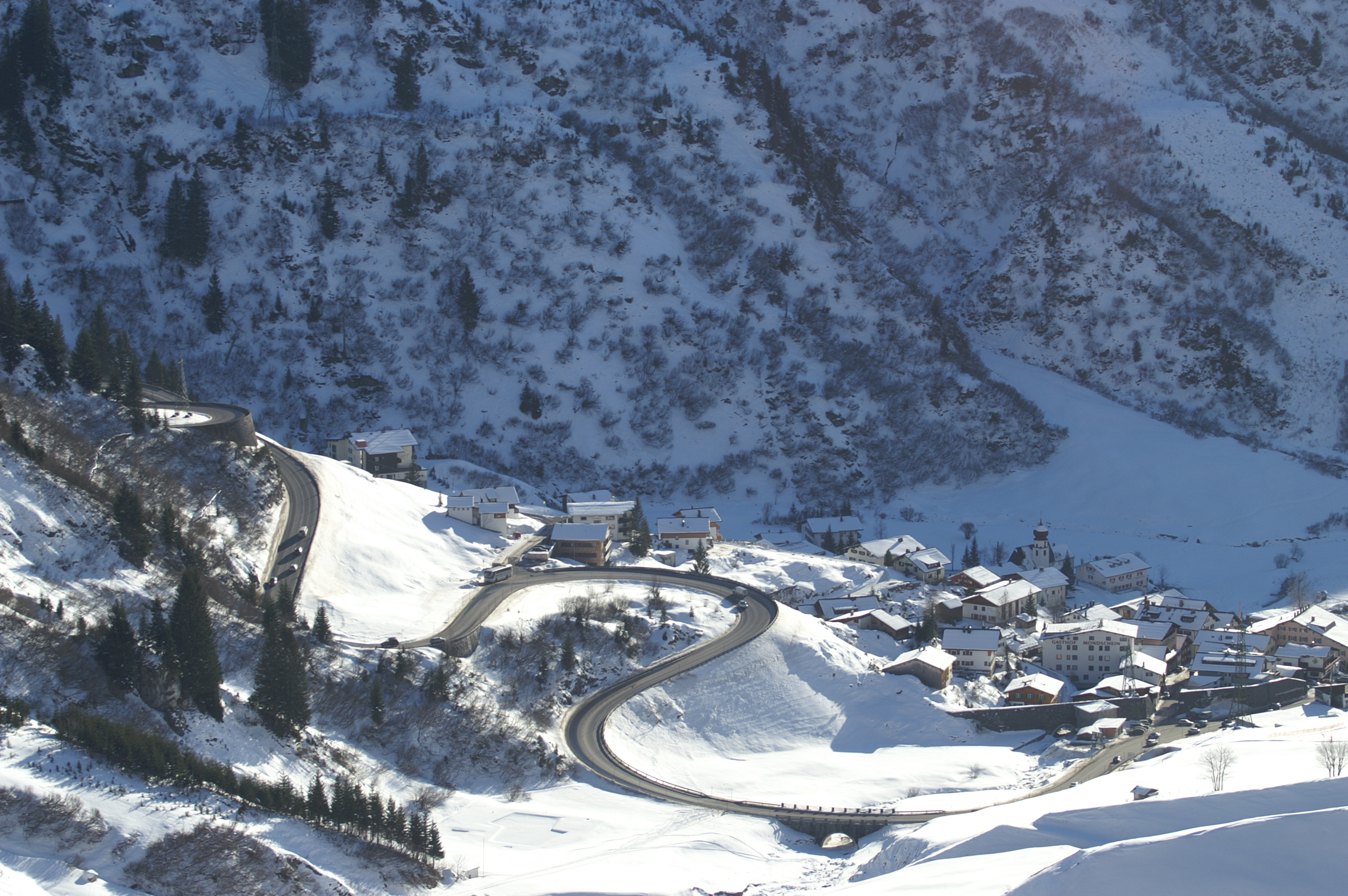
Blik op Stuben vanaf de Flexenpas

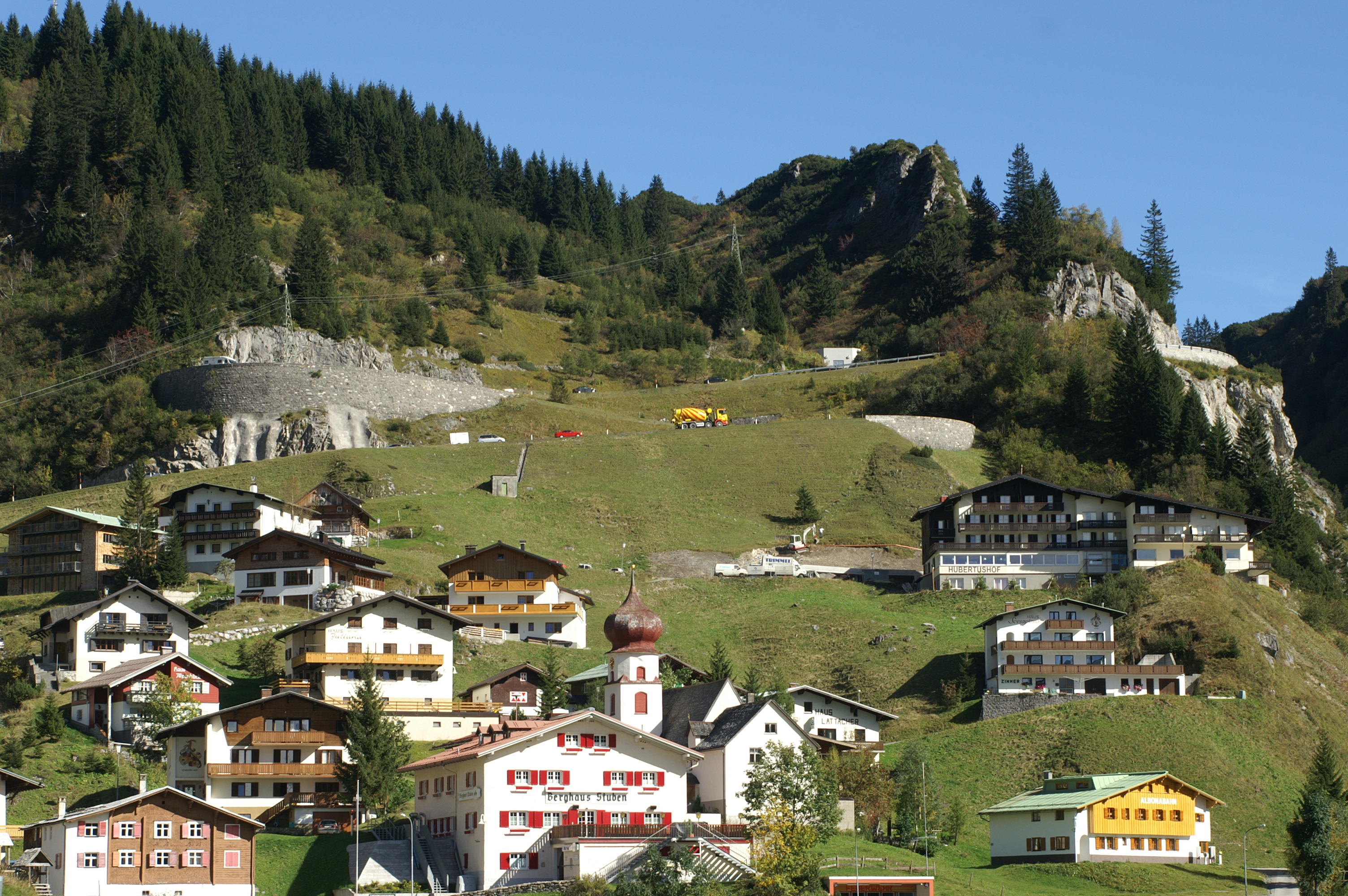
Blik op Stuben

Stuben am Arlberg is een dorp in de gemeente Klösterle in de Oostenrijkse deelstaat Vorarlberg. Het dorp, gelegen op een hoogte van 1407 m.ü.A. ligt langs de westelijke zijde van de weg over de Arlbergpas richting Tirol.

## Geschiedenis
Het dorp werd voor het eerst vermeld in 1330, toen het als poststation fungeerde. De naam is volgens de overlevering waarschijnlijk afgeleid van Wärmestube, aangezien Stuben vroeger als laatste ruststation gold voor de klim over de Arlberg. Toen de Arlbergspoortunnel op de Arlbergspoorlijn tussen Langen am Arlberg en Sankt Anton gereed kwam, werd Stuben als poststation minder belangrijk. Pas met de komst van de wintersport leefde de economie er opnieuw op. De eerste kabelbaan van Stuben naar Sankt Anton opende in 1884.
Sinds 1956 lopen er drie stoeltjesliften de zuidelijk gelegen 2500 meter hoge Albona op. Deze berg in de Verwallgroep is een belangrijke skiberg in de skiregio Arlberg en behoort tot het skiliftverbond Ski Arlberg, waarvan Lech en Sankt Anton de bekendste oorden zijn. Ski Arlberg is vanaf de winter van 2016/17 het grootste verbonden skigebied van Oostenrijk.

## Toerisme en sport

### Winter
Stuben wordt beschouwd als een van de meest sneeuwzekere gebieden in Vorarlberg. De ligging op een hoogte van 1409 m maakt het skiën mogelijk van december tot april. Skiërs hebben toegang tot 88 liften en pistes met 305 afdaalkilometers (in Stuben, Zürs, Lech, Sankt Christoph en Sankt Anton), waarvan 131 km licht, 123 km gemiddeld, 51 km moeilijk en 200 km freeride pisten.

### Zomer
Het Oostenrijkse langeafstandswandelpad 01 ("Nordalpenweg") loopt deels door de gemeente Stuben (Ulmer-hut). Het maakt deel uit van de Europese wandelroute E4. De Ulmer Hütte is ook een uitvalsbasis van de Lechtaler Höhenweg en is te bereiken vanaf de parkeerplaats Alpe Rauz in ongeveer 2 uur (of sneller met de Valfagehrbahn). De in 1928 gebouwde Kaltenberghütte bevindt zich boven Stuben op de Bludenzer Alpe. Andere hutten in het gebied zijn de Nenzigastalpe, de Ravensburgerhütte (boven het Stierloch), de Freiburger Hütte en de Göppinger Hütte. Een moeilijke wandeltocht is de 9 uren lange route Langen (Arlberg) – Nenzigastalpe – Reutlingerhütte – Eisentaler Spitze (met 2753 m een van de hoogste tops van de Verwallgroep).
Naast wandelen is er in Stuben ook die mogelijkheid om te mountainbiken. Het netwerk van gemarkeerde mountainbikepaden is 300 km.
De kabelbanen zijn in de zomer van juni tot oktober geopend.

## Geboren
- Hannes Schneider (1890-1955), toneelspeler en skipionier (oprichter van de eerste skischool op de Arlberg)[9]